# John Longworth
John Longworth (Bolton, 15 maggio 1958) è un politico britannico del Partito Conservatore.

## Biografia
Ha studiato all'Università di Salford. Professionalmente è stato associato al settore privato, ha iniziato a lavorare nel marketing della società CWS. Ha poi ricoperto posizioni manageriali in questa azienda e nei negozi Tesco. È stato anche amministratore presso Asda Group e Asda Financial Services. Ha fondato SVA, che fornisce servizi alle imprese. È diventato direttore non esecutivo di The Co-operative Food e portavoce della Confederation of British Industry for Economic Affairs.
Nel settembre 2011 è diventato il direttore generale delle British Chambers of Commerce, un'associazione di diverse dozzine di camere di commercio che operano in Gran Bretagna. Nel marzo 2016, ha pubblicamente sostenuto la Brexit. Successivamente è stato sospeso dalla dirigenza della BCC, e nello stesso mese ha rassegnato le dimissioni dalla sua carica.
Poco dopo il referendum del 2016, è diventato co-fondatore e co-presidente di Leave Means Leave, un'organizzazione di lobbying sulla Brexit di recente costituzione. Nel 2019 si è unito al Partito della Brexit, un nuovo partito di Nigel Farage. Nello stesso anno, a nome di esso, è stato eletto membro del Parlamento europeo nella IX legislatura. Nel dicembre 2019 è stato escluso dal Partito della Brexit. Il mese successivo si iscrive al Partito Conservatore.